# 大島美恵子
大島 美恵子（おおしま みえこ、1939年3月3日 - ）は、日本の生化学者。学位は医学博士（東京大学大学院・1971年）。専門分野は、生物化学（脂質代謝学）、病態代謝学および公益学（科学技術社会論）。
北里大学医学部専任講師を経て、国立国際医療センター研究所代謝疾患研究部長を務め、東北公益文科大学副学長、日本公益学会会長などを歴任した。現在、財団法人日本科学協会会長、NPO法人くらしとバイオプラザ21代表、内閣府バイオテクノロジー推進戦略官民会議および国民理解作業部会委員、鶴岡ふるさと観光大使などを務める。東北公益文科大学名誉教授。
姪は著作家で英会話講師の大島さくら子。

## 人物
旧姓は緒方で、祖父は病理学者・緒方知三郎。幕末の医学者、蘭学者・緒方洪庵は5代前の高祖父に当たる。
北里大学医学部で約15年間、教育と研究にあたったのち、国立医療センター（現・国立国際医療センター）に厚生技官として転じ、脂質代謝の研究を中心に生物化学での基礎医学研究を行う。1996年から1999年までは生理活性脂質データベースの作成に取り組み、同データベースは1999年に「LIPID BANK for Web」として公開された。これは世界で初めての脂質を網羅したデータベースである。
国立国際医療センター研究所代謝疾患研究部長を定年で退官したのち、新設された東北公益文科大学副学長に就任し、公益学の普及に尽力した。研究者から公益学の提唱者への方針転換は、研究所で疾患を通じ患者と接する中で、研究と個人の尊厳とのジレンマを感じ、科学者の社会的責任を考え始めたことがきっかけとなった。急速に進む生命科学を正しく理解しながら、真にひとのためになる科学を推進するにはどうしたらよいかを公益学でのテーマとした。「科学者は新たな発見を追い求めるのが使命。でも、応用次第では人間に深刻な影響を与えることもある。そんな矛盾を解き明かして、公共の利益になる道筋を探りたい」と語っている。また、女性科学者として日本女性技術者フォーラムの運営委員長を務め、1999年に国際女性技術者・科学者会議の、日本で初めての開催に漕ぎつけた。
また、東北公益文科大学副学長就任と共に、大学所在地である山形県酒田市に赴任したが、庄内地方の魅力に目覚め、地元での活動にも力を入れている。
姪は大島さくら子。著作家、英会話講師、語学学習コーチ／コンサルタント、通訳、語学ライターで活躍する。

## 経歴
- 1958年 慶應義塾女子高等学校卒業
- 1962年 慶應義塾大学工学部応用化学科卒業
- 1964年 オクラホマ大学大学院修士課程修了（生化学専攻）
- 1971年 東京大学大学院医学系第二基礎医学博士課程修了（生化学専攻）東京大学 医学博士
  - 論文の題は「microbispora chromogenes M-22株中の枝付脂肪酸について」[4]。
- 1972年 北里大学医学部生化学科専任講師（1984年まで）
- 1984年 国立病院医療センター臨床研究部生化学研究室室長（1993年まで）
- 1993年 国立国際医療センター研究所 代謝疾患研究部長（1999年まで）
- 1996年 日本女性技術者フォーラム運営委員長（1999年まで）
- 2000年 日本公益学会会長（2009年まで）
- 2001年 東北公益文科大学副学長（2009年まで）
- 2007年 財団法人日本科学協会会長（2012年まで)
- 2009年 東北公益文科大学公益総合研究所所長（?2010年）
- 2012年 公益財団法人日本科学協会会長